# سعد السويح
سعد بن سالم بن سعد السُّوَيْح (1953 - 16 مارس 2004) (1373 - 27 محرم 1425) فقيه حنبلي وأستاذ جامعي سعودي. ولد بالأحساء ونشأ وتعلم بها. تخرج في كلية الشريعة بجامعة الإمام محمد بن سعود الإسلامية بالرياض سنة 1977، وواصل دراسته فيها فحصل على الماجستير 1982 ثم دكتوراه 1990. وبعده عمل أستاذًا مساعدًا في قسم الشريعة بكلية الشريعة والدراسات الإسلامية بالأحساء ثم وكيلًا لها ثم رئيسًا. عمل أيضًا إمامًا وخطيبًا في مسقط رأسه. توفي في الفلبين أثناء رحلته علاجية لزراعة كلى، وقد دفن في مسقط رأسه.

## سيرته
ولد سعد بن سالم بن سعد السويح بالأحساء سنة 1373 هـ/ 1953 م ونشأ وتعلم بها. التحق بكلية الشريعة بجامعة الإمام محمد بن سعود الإسلامية وتخرّج فيها عام 1397 هـ/ 1977 م، وواصل دراسته العليا في نفس الكلية فحصل على الماجستير عام 1403 هـ/1982 م وكان عنوان رسالته تعارض القياس مع الأدلة المتفق عليها عند الأئمة الأربعة و الترجيح بينها، وحصل على الدكتوراه عام 1411 هـ/ 1990 م، كما تلقى التعليم والأخذ عن عبد الله بن محمد بن حميد، وعبد العزيز بن عبد الله بن باز، وعبد الله بن عبد الرحمن ابن جبرين.

عمل أستاذًا مساعدًا في قسم الشريعة بكلية الشريعة والدراسات الإسلامية بالأحساء في 1411 هـ/ 1990 م، ثم وكيلًا لقسم الشريعة، ثم رئيسًا لها، وعمل في اللجنة الاستشارية للدعوة والمساجد في المنطقة الشرقية عام 1415 هـ/ 1994 م، وشارك في مركز الدعوة والإرشاد في الأحساء، وشارك في الدورات العلمية للجامعة الإمام محمد بن سعود الإسلامية خارج المملكة، كما ساهم في التوعية الإسلامية في الحج.

تولى الإمامة والخطابة في جامع خادم الحرمين الشريفين بمحافظة الأحساء.

توفي في الفلبين حيث كان بها في رحلة علاجية لزراعة كلى، وقد مات في فترة النقاهة يوم الخميس 27 محرم 1425/ 16 مارس 2004 ونقل جثمانه إلى السعودية وصلى علية في الأحساء، ودفن يوم 3 صفر/ 24 مارس بها. وقد توفيت والدته قبله في 5 شوال 1424/ 29 نوفمبر 2003.

## مؤلفاته
قام بتحقيق بعض كتب وأعدها للطباعة، منها :
- نهاية الوصول في دراية الأصول. لصفي الدين الهندي الأرموي، 1410.